# Награда „Ђура Јакшић”
Награда „Ђура Јакшић” додељује се за најбољу књигу поезије на српском језику објављену претходне године. Награду додељује Народна библиотека „Ђура Јакшић” у Српској Црњи у оквиру манифестације „Ђурини дани – Липарске вечери”.

## Историјат
Награду су на предлог Народне библиотеке „Ђура Јакшић” из Српске Црње установиле културне установе у градовима у којима је живео и радио Ђура Јакшић (Зрењанин, Кикинда, Пожаревац, Јагодина, Крагујевац и Београд) у циљу очувања успомене на његов живот и дело. У почетку је додељивана у градовима у којима је песник живео, а од 1989. искључиво у Српској Црњи. У Српској Црњи се сваке године одржава манифестација „Ђурини дани – Липарске вечери” посвећена Ђури Јакшићу. Том приликом се организује и уручење Награде „Ђура Јакшић”. Награда се састоји од Дипломе и новчаног износа.

## Добитници

### Од 1986. до 1990.
- 1986 — Радослав Војводић, за књигу Драги демон.
- 1987 — Војислав Деспотов, за књигу Пад у дубок снег.
- 1988 — Братислав Р. Милановић, за књигу Неман.
- 1988 — Слободан Костић, за књигу Жилиште.
- 1989 — Горан Костровић, за књигу Мит о каменом уму.
- 1990 — Рајко Петров Ного, за књигу Лазарева субота.

### Од 1991. до 2000.
- 1991 — Милутин Петровић, за књигу О.
- 1992 — Јелена Ленголд, за књигу Сличице из живота капелмајстора.
- 1993 — Петар Цветковић, за књигу Песме.
- 1994 — Тања Крагујевић, за књигу Дивљи булевар.
- 1995 — Гордана Ћирјанић, за књигу Горка вода.
- 1996 — Иван Негришорац, за књигу Везници.
- 1997 — Бошко Ивков, за књигу Летописи.
- 1998 — Живко Николић, за књигу Испод праха.
- 1999 — Љубомир Симовић, за књигу Љуска од јајета.
- 2000 — Новица Тадић, за књигу Непотребни сапутници.

### Од 2001. до 2010.
- 2001 — Радмила Лазић, за књигу Из анамнезе.
- 2002 — Дејан Илић, за књигу Лисабон.
- 2003 — Гојко Божовић, за књигу Архипелаг.
- 2004 — Живорад Недељковић, за књигу Негде близу.
- 2005 — Саша Радојчић, за књигу Четири годишња доба.
- 2006 — Марија Кнежевић, за књигу In tactum.
- 2007 — Милан Ненадић, за књигу песама Камен са именом.
- 2008 — Војислав Карановић, за књигу Наше небо.
- 2009 — Душко Новаковић, за књигу Клупе ненаграђених.[2]
- 2010 — Милена Марковић, за књигу Птичје око на тараби.

### Од 2011. до 2020.
- 2011 — Никола Вујчић, за књигу Докле поглед допире.[3]
- 2012 — Енес Халиловић, за књигу Песме из болести и здравља.[4]
- 2013 — Матија Бећковић, за књигу Кад будем још млађи.[5]
- 2014 — Бошко Томашевић, за књигу Нови плодови похода, одустајања.[6]
- 2015 — Мирослав Цера Михаиловић, за књигу Длака на језику.[7]
- 2016 — Зоран Ђерић, за књигу Чарнок.[8]
- 2017 — Селимир Радуловић, за књигу Сенка осмог еона.[9]
- 2018 — Бојана Стојановић Пантовић, за књигу У обручу.[10]
- 2019 — Драган Јовановић Данилов, за књигу Ум подивљале реке.[11]
- 2020 — Небојша Лапчевић, за књигу Берачи полена, Повеља, Краљево 2019.[12]

### Од 2021. до 2030.
- 2021 — Радивој Шајтинац, за књигу Авети атара, Градска народна библиотека „Жарко Зрењанин”, Зрењанин 2020.[13]
- 2022 — Стеван Тонтић, за књигу Опсада мога Ја, Архипелаг, Београд 2021.[14]
- 2023 — Миодраг Раичевић, за књигу О стварима које је Хомер пропустио, Граматик, Београд 2022.[15]
- 2024 — Радомир Д. Митрић, за књигу Кино Медитеран, Суматра, Шабац, 2023.[16]